# Finská rallye 1989
Finská rallye 1989 byla devátou soutěží mistrovství světa v rallye 1989. Vítězem se stal Mikael Ericsson na voze Mitsubishi Galant VR-4. Trať měřila 1447,3 km a měla 43 rychlostních zkoušek. Soutěž trápilo špatné počasí.
Za tým Lancia nastoupil již jistý mistr světa Miki Biasion, dále Markku Alen a Didier Auriol. Za největšího soupeře byl považován tým Toyota, jehož jezdci byli Juha Kankkunen, Carlos Sainz a Kenneth Eriksson. S vozy týmu Mitsubishi Ralliart nastoupili Ari Vatanen a Mikael Ericsson.

## Průběh soutěže
Zpočátku vedl Kankkunen před Alenem, Vatanenem a Sainzem. Kankkunen ale musel kvůli poruše převodovky zpomalit, přesto vedení udržel do konce první etapy. Pátý byl Ericsson, šestý Timo Salonen a sedý Biasion. Odstoupit musel Auriol, který měl defekt, narazil do kamenu a utrhl zavěšení kola. Hannu Mikkola měl poruchu převodovky a ta jej také vyřadila ze soutěže.
I v druhé etapě nejprve vedl Kankkunen a zvyšoval svůj náskok. V devatenácté rychlostní zkoušce povolilo těsnění hlavy válců u Alenova vozu. Hned v dalším testu se porouchalo turbodmychadlo na Vatanenově voze. Nakonec odstoupil i Kankkunen, protože v motorovém prostoru jeho vozu vypukl požár. Do čela se tak dostal Sainz, ale měl potíže s řazením a propadl se na třetí místo. Na prvním místo se posunul Ericsson před Salonenem, Sainzem a Biasionem.
Ve třetí etapě Ericsson udržoval svůj náskok. Biasion měl také problémy s převodovkou a propadl se na šestou pozici. Salonen byl druhý a Sainz třetí.
Poprvé zde startovaly závodní vozy Škoda Favorit a posádka Aho/Hakkala vy třídě do 1300 cm3 zvítězila a skončila na celkové 25. pozici. Druhé místo ve třídě a 35. celkově získal se stejným vozem Ladislav Křeček se spolujezdcem Bořivojem Motlem.
Teprve podruhé v historii byl proveden po skončení soutěže dopingový testy pro vybrané jezdce a spolujezdce. Výsledky byly bez pozitivního nálezu.

## Výsledky
1. Mikael Ericsson, Billstam – Mitsubishi Galant VR-4
2. Timo Salonen, Silander – Mazda 323 4WD
3. Carlos Sainz, Louis Moya – Toyota Celica GT-4
4. Kenneth Eriksson, Parmander – Toyota Celica GT-4
5. Edling, Nilsson – Mazda 323 4WD
6. Miki Biasion, Siviero – Lancia Delta Integrale
7. Armin Schwarz, Klaus Wicha – Audi 200 Quattro
8. Walfridsson, Davidsson – Audi 200 Quattro
9. Buri, Stenroos – Audi 200 Quattro
10. Saarenpaa, Mannisto – Audi 90 Quattro